# Communauté de communes Entre Cure et Yonne
Die Communauté de communes Entre Cure et Yonne ist ein ehemaliger französischer Gemeindeverband mit der Rechtsform einer Communauté de communes im Département Yonne in der Region Bourgogne-Franche-Comté. Sie wurde am 30. Dezember 1998 gegründet und umfasste zuletzt 14 Gemeinden. Der Verwaltungssitz befand sich im Ort Vermenton.

## Historische Entwicklung
Per 1. Januar 2016 wurde die Gemeinde Sacy mit Vermenton zusammengelegt und bilden seither eine Commune nouvelle gleichen Namens.
Mit Wirkung vom 1. Januar 2017 fusionierte der Gemeindeverband mit der Communauté de communes du Pays Chablisien und bildete so die Nachfolgeorganisation Communauté de communes Chablis, Villages et Terroirs. Abweichend davon schlossen sich die Gemeinden Arcy-sur-Cure und Bois-d’Arcy der Communauté de communes Avallon, Vézelay, Morvan an.
Gleichzeitig bildeten die Gemeinden Accolay und Cravant eine Commune nouvelle unter dem Namen Deux Rivières.

## Ehemalige Mitgliedsgemeinden
1. Accolay
2. Arcy-sur-Cure
3. Bazarnes
4. Bessy-sur-Cure
5. Bois-d’Arcy
6. Cravant
7. Lucy-sur-Cure
8. Mailly-la-Ville
9. Mailly-le-Château
10. Prégilbert
11. Sainte-Pallaye
12. Sery
13. Trucy-sur-Yonne
14. Vermenton (C/N)